# Valle Adamé
La Valle Adamé è una valle alpina del gruppo dell'Adamello, sussidiaria della Valle di Saviore, a sua volta tributaria laterale della Val Camonica.
Il suo imbocco è presso la Malga Lincino, dalla quale si dipartono le scale dell'Adamé che raggiungono il Rifugio Città di Lissone a quota 2020 m. Oltre la vallata prosegue pressoché pianeggiante, salvo qualche gradone di origine glaciale, sino alla testata, ai piedi della vedretta dell'Adamé e del Corno dell'Adamé (3 275 m s.l.m.).
La vallata, nel cuore del Parco regionale dell'Adamello, è tra le Valli Camune una delle più suggestive e semplici da affrontare. Di grande interesse è la forma ad U, molto ben riscontrabile, dell'azione erosiva del ghiacciaio (che, fino a metà ottocento, scendeva per circa un kilometro nel fondovalle).